# Megachile punctomarginata
Megachile punctomarginata är en biart som beskrevs av Schulten 1977. Megachile punctomarginata ingår i släktet tapetserarbin, och familjen buksamlarbin. Inga underarter finns listade i Catalogue of Life.